# Cas instructiu
El cas instructiu és un cas gramatical present en finès i estonià.
En aquestes dues llengües el cas instructiu té el significat bàsic de "mitjançant" o "per mitjà de". És un cas rarament usat, encara que es troba en moltes expressions com omin silmin → "amb els seus propis ulls".
En finès modern molts dels seus usos instrumentals estan sent substituïts pel cas adessiu, com a la frase "minä matkustin junalla" → "Vaig viatjar amb tren."
També es fa servir amb el segon infinitiu verbal finès, per exemple "lentäen" → "volant" (amb el sentit de mitjà per fer una cosa, "la vespa es va acostar "volant").

En turc el sufix -le s'empra amb aquest propòsit. Ex: Trenle geldim "Vaig venir amb tren".